# Barreira fronteiriça entre a Finlândia e a Rússia

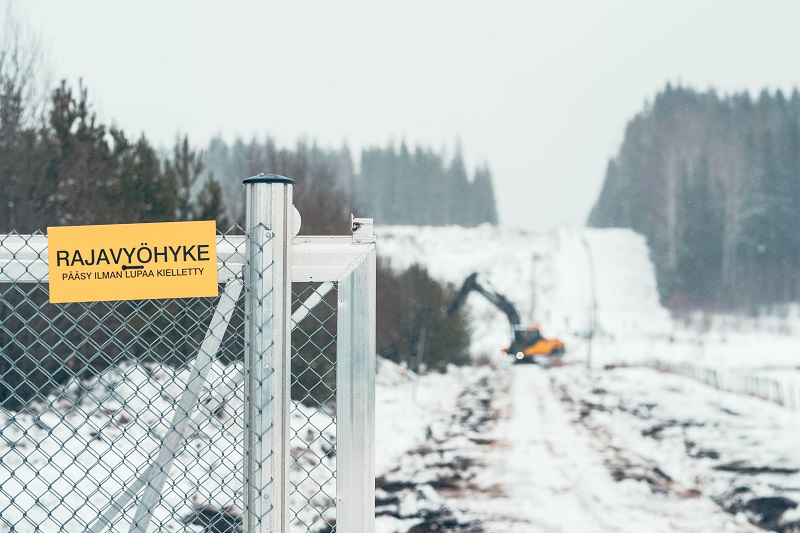
Barreira fronteiriça em Pelkola, Imatra (março de 2023).

A barreira fronteiriça entre a Finlândia e a Rússia (em finlandês: Itärajan esteaita, em sueco: Gränsstaket vid östgränsen) é uma barreira fronteiriça em construção na Finlândia ao longo da fronteira entre a Finlândia e a Rússia. A barreira fronteiriça começou a ser construída em resposta à invasão russa da Ucrânia em 2022 pelo Governo Marin, e ganhou popularidade crescente devido ao uso de migrantes na guerra híbrida pela Federação Russa. A barreira fronteiriça está prevista ter 200 quilómetros de comprimento, cobrindo aproximadamente 15% dos 1.340 quilómetros de fronteira. A construção da barreira fronteiriça começou em Imatra em 28 de fevereiro de 2023 e a sua conclusão está prevista para 2027 ou 2028.
A barreira fronteiriça será construída pela Guarda da Fronteira da Finlândia, e será equipada com arame farpado e câmaras. Prevê-se que a barreira fronteiriça custe cerca de 380 milhões de euros.

## Imagens

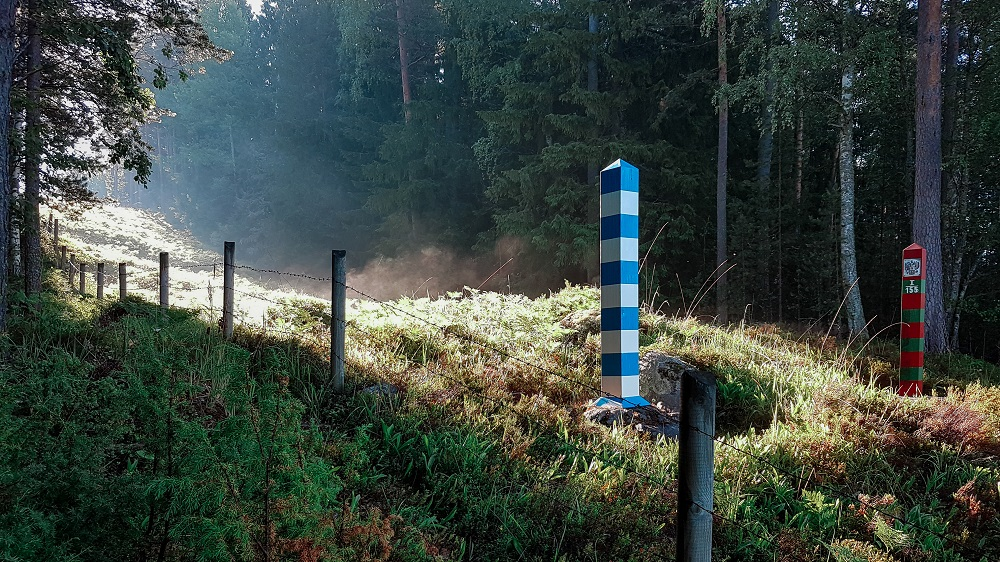
Antiga vedação fronteiriça.
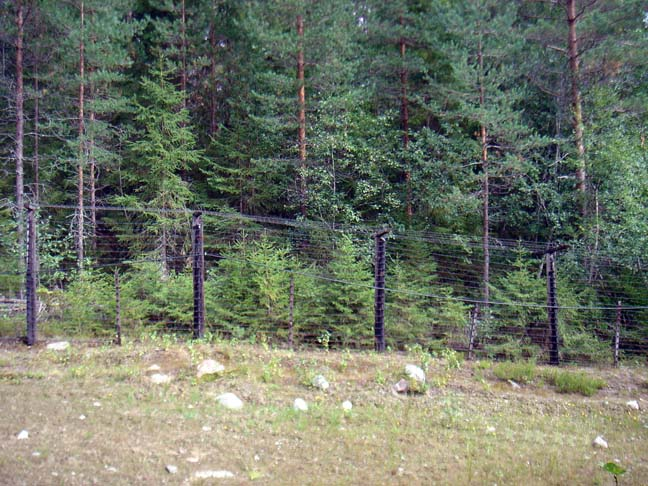
Antiga vedação elétrica de fronteira (C-175 "Gardina") no antigo lado soviético.